# Людвік Войтичко

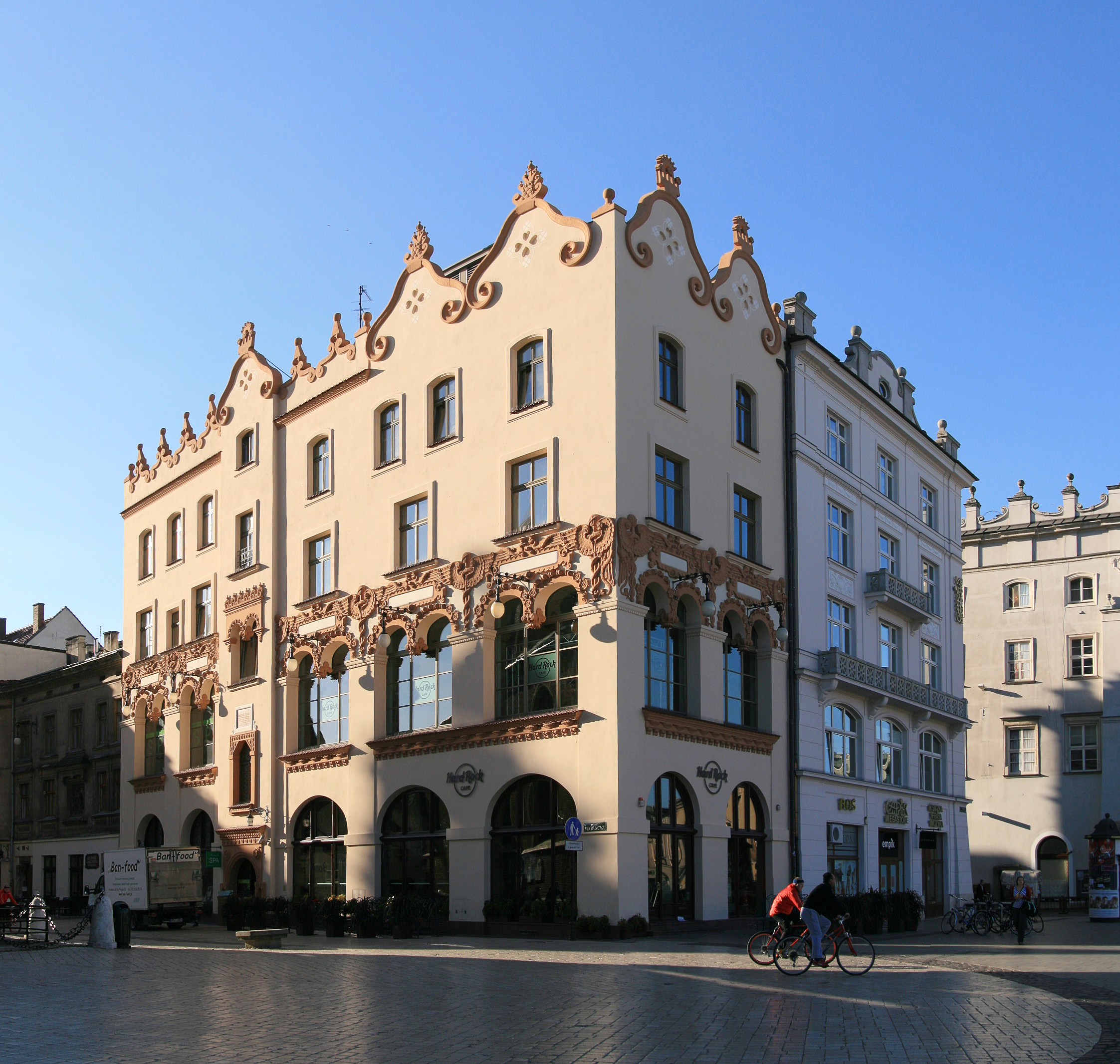
Площа Ринок, 4 у Кракові, 1908

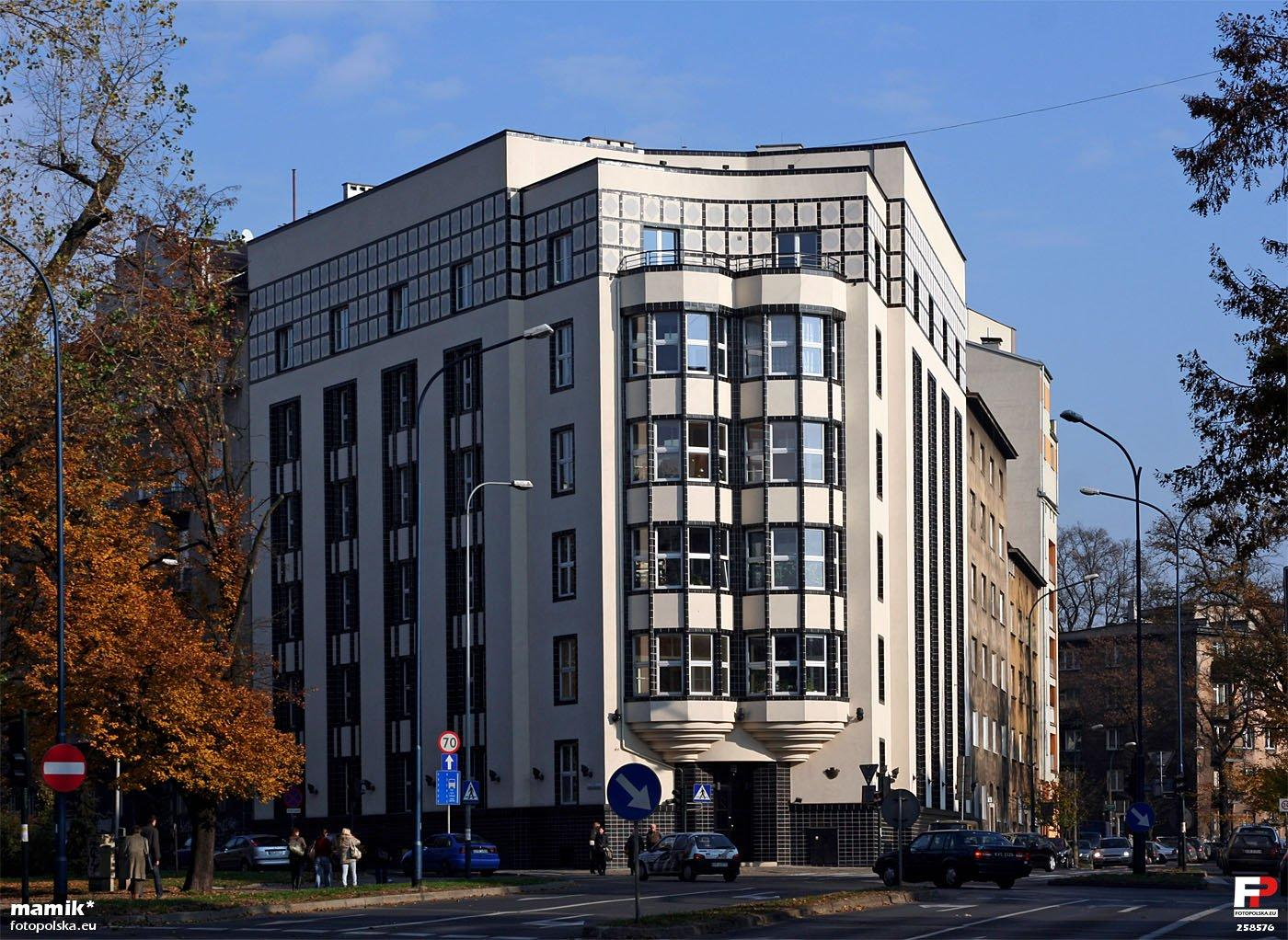
Будинок для професорів університету на алеї Словацького у Кракові, 1928

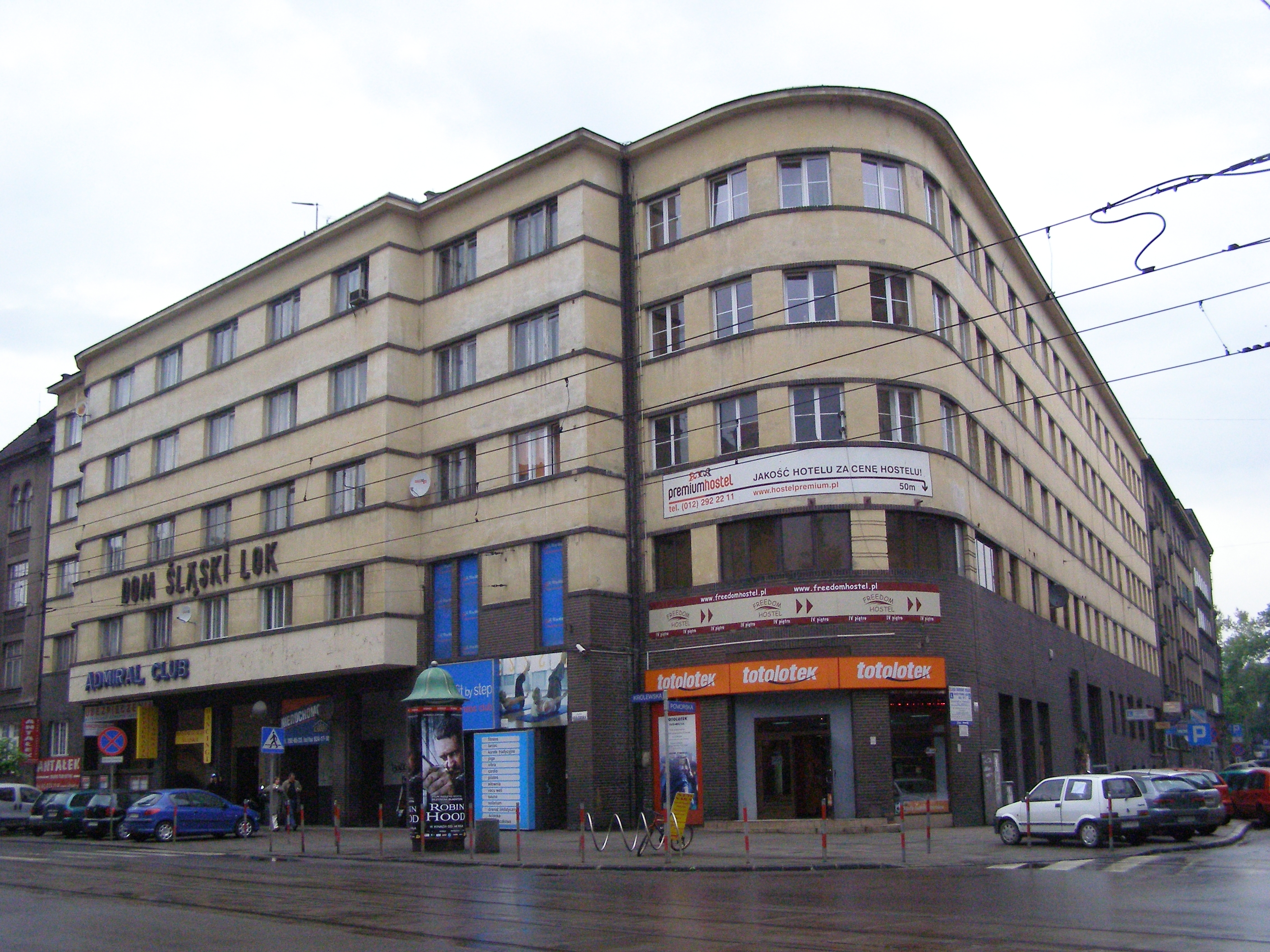
Будинок Польського союзу оборони Західних кресів, Краків, 1937

Людвік Юзеф Войтичко (пол. Ludwik Józef Wojtyczko, 6 серпня 1874, Краків — 21 травня 1950, там само) — польський архітектор, реставратор.

## Біографія
Народився у Кракові 6 серпня 1874 року в сім'ї Юзефа Войтичка і Марії з Пенкалів. Навчався у гімназіях святого Яцка, а пізніше — святої Анни. Протягом 1892—1898 років закінчив будівельний відділ Вищої промислової школи у Кракові. 1900 року пройшов додатковий курс в Академії мистецтв. Працював у проєктних і будівельних фірмах архітекторів Зигмунта Генделя, Олександра Біборського, Тадеуша Стриєнського і Владислава Екельського, а також у технічному відділі Краківського староства. 3 квітня 1905 року склав у Намісництві екзамен, отримавши повноваження будівничого. З метою поглиблення фахових знань відвідав Італію, Францію і Німеччину, де виконав низку замальовок. Долучився до Товариства польського ужиткового мистецтва. 1931 року іменований членом екзаменаційної комісії при Академії мистецтв, а 1935 року — архітектурно-реставраційної комісії і державного комітету у справах реставрації Вавеля.
Займався організацією архітектурної виставки 1912 року у Кракові. Входив до виконавчого комітету виставки. Належав до складу журі конкурсу проєктів двору родини Влодків у Неговичі (1913), конкурсу краківського Кола архітекторів на типові проєкти придорожніх стовпів, хрестів, каплиць і сільських надгробків (1914). Член Спілки архітекторів Краківського воєводства. Був одружений з Ольгою Фрайтаг де Фройденфельд (померла 1932). Мав двох доньок — Марію (народилась 1908) і Уршулю (1911).
Відзначений Бронзовою медаллю кураторії шкільного округу у Кракові (1938), Золотим хрестом заслуги (рішення Президії Ради Міністрів 1939).
Був власником успішного будівельного підприємства у Кракові. Під час німецької окупації певний час був арештований. Після війни працював судовим речознавцем. 1947 року вийшов на пенсію. Помер у Кракові 21 травня 1950 року. Похований на Раковицькому цвинтарі.
Перша коротка довідка про Людвіка Войтичка з'явилась ще за його життя в Енциклопедії Гутенберга. У подальшому його творчість майже повністю оминалась дослідниками часів ранньої ПНР. Значно пізніше вона стала темою магістерської роботи Міхала Вісневського і з деякими змінами видана як монографія 2003 року у Кракові.

## Роботи
- Перша нагорода на конкурсі проєктів сільської школи для Королівства Польського (1903).[4]
- Дім Целестина Чинцеля на площі Ринок, 4 у Кракові. Збудований до 1908 року на місці попереднього. В основу лягло планування, розроблене дещо раніше архітектором Раймундом Меусом. Проєкт фасадів у формах модернізованого німецького ренесансу з елементами церковної архітектури обрано 1906 року на відкритому конкурсі серед десятьох претендентів. Сучасники піддали критиці пропорції і стилістику будівлі. Із часом з'явились більш зважені оцінки.[13]
- Проєкт регуляції Кракова (генерального плану). Здобув перше місце на конкурсі 1910 року. Співавтори Тадеуш Стриєнський, Владислав Екельський, Юзеф Чайковський і Казімеж Вичинський.[14]
- Головний павільйон Виставки архітектури та інтер'єрів в садовому оточенні у Кракові 1912 року. Співавтор Юзеф Чайковський.[15]
- Конкурсний проєкт готелю Palace-Hotel-Bristol у Кракові 1912 року. Співавтор Казимир Вичинський.[16]
- Конкурсний проєкт нової будівлі Львівського університету на нинішній вулиці Грушевського, відзначений однією з трьох других премій (1913, співавтор Казимир Вичинський).[17] Того ж року видано збірку проєктів конкурсу, куди зокрема увійшла робота Войтичка і Вичинського.[18]
- Польський промисловий банк у Кракові (не пізніше 1923).[19]
- Двоповерхова вілла Марії Левальської на вулиці Крупничій, 42 у Кракові. Проєкт 1923 року, модифікований Ізидором Гольдбергом, реалізований до 1924. В основу лягли модернізовані форми Версальського палацу та стилю Людовика XIV. В літературі поширена версія про співавторство Станіслава Філіпкевича, що однак, не підтверджується документально.[20]
- Конкурсний проєкт будинку Каси хворих у Кракові (1925, співавтори Стефан Желенський, Пйотр Юркевич).[21]
- Перебудова незавершеного дому кооперативу «Jajo» на вулиці Локетка, 1 у Кракові на помешкання професорів Ягеллонського університету. Виконана 1925 року. На виляд нагадує спрощені форми вілли Левальської. Первинний проєкт Віктора Мярчинського від 1923.[22]
- Реставрація «Сірої кам'яниці» у Кракові, спільно з Казимиром Вичинським (не пізніше 1925).[23]
- Будинок Сейму і Воєводства сілезького у Катовіцах. Збудований у 1931—1933 роках. Співавтор Казімеж Вичинський.[24]
- Ремонт трамвайної ремізи в місцевості Борек Фаленцький у Кракові під час Другої світової війни.[10]
- Реставрація палацу Яблоновських (пізніше Ф. Потоцького) у Кракові, спільно з Казимиром Вичинським.[23]
- Реставрація кімнати А. Гавелка в палаці Спіському у Кракові, спільно з Казимиром Вичинським.[23]
- Будинок Польського союзу оборони Західних кресів, Краків, 1930-ті.[10]
- Польський павільйон на міжнародній виставці у Лейпцигу.[10]